# Mijn bijzonder rare week met Tess (film)
Mijn bijzonder rare week met Tess is een Nederlandse kinderfilm uit 2019 van Steven Wouterlood naar een boek van Anna Woltz.

## Verhaal
Sam is een denker. Zo graaft hij een diepe kuil op het strand om er in te gaan liggen en na te denken over de dood. Dan nodigt zijn vader hem uit om mee te gaan voetballen, samen met zijn broer. Tijdens het voetballen valt Jorre (Sam's broer) in de kuil. Ze gaan ermee naar de plaatselijke huisarts. Sam wordt weggestuurd, omdat hij rare vragen stelt. Buiten ontmoet hij Tess, de dochter van de huisarts. Zij nodigt hem uit om haar te helpen de salsa te leren. Als Jorre naar het vaste land moet naar het ziekenhuis, blijft Sam bij Tess. Onderweg naar de winkel om bloemen te kopen krijgt Tess een telefoontje dat de gasten voor het vakantiehuisje er al zijn. Vlug gaat ze met Sam naar het huisje om de gasten te verwelkomen. Sam vermoedt dat er iets meer speelt tussen Tess en de man van het koppel dat in het huisje. Als Sam Tess daarmee confronteert op de weg terug dropt ze hem en moet Sam de hele weg terug naar zijn vakantiewoning lopen. Op een gegeven moment komt Sam erachter dat Tess niet verliefd is op de man, maar dat hij haar vader is. De moeder van Tess weet niet eens dat hij hier is. Als Tess haar vader probeert te vertellen dat hij haar vader is, zegt hij dat hij blij is geen kinderen te hebben, waarna Tess besluit hem niet te informeren. De laatste dag van de vakantie besluit Sam weg te gaan en in zijn eentje op het strand te gaan nadenken. Als hij in het zand vast komt te zitten, denkt hij dat zijn laatste uur is geslagen, maar dan komt de strandjutter Hille hem redden. Als hij in gesprek raakt, leert Sam dat niet alleen zijn belangrijk is, maar herinneringen verzamelen. Daarop besluit hij naar de vader van Tess te gaan en hem te vertellen dat hij de vader van Tess is.

## Rolverdeling
| Acteur                  | Personage            | opmerking  |
| ----------------------- | -------------------- | ---------- |
| Sonny Coops van Utteren | Sam                  |            |
| Josephine Arendsen      | Tess                 |            |
| Julian Ras              | Jorre                | Broer Sam  |
| Tjebbo Gerritsma        | vader Sam            |            |
| Suzan Boogaerdt         | moeder Sam           |            |
| Johannes Kienast        | Hugo                 | vader Tess |
| Terence Schreurs        | Elise                |            |
| Jennifer Hoffman        | moeder Tess          |            |
| Lizzy van Vleuten       | Meisje viskraam      |            |
| Hans Dagelet            | Hille                |            |
| Guido Pollemans         | Sil                  |            |
| Margot Bloem            | Huisarts             |            |
| Tessa du Mee            | Mevrouw van Kesteren |            |
| Peer Pheifer            | Medewerker snackbar  |            |
| José Herrera            | Salsadanser          |            |
| Amber Meester           | Salsadanseres        |            |

## Ontvangst
Volgens NRC is het een uitstekende film 'die zich kan meten met de beste Scandinavische jeugdfilms'. Op de Berlinale van 2019 ontving de film een speciale vermelding van de 'Generation Kplus' Internationale jury.